# Zespół Szkół Technicznych w Kłodzku
Zespół Szkół Technicznych w Kłodzku (dawniej Zespół Szkół Ponadgimnazjalnych nr 1 im. prof. Wacława Żenczykowskiego) – jedna ze szkół średnich w Kłodzku, kształcąca 1278 uczniów w 2 trybach nauki: dziennym i zaocznym. Patronem szkoły jest polski inżynier profesor Wacław Żenczykowski. Placówka powstała w 1965 r. w miejscu wygaszanego sukcesywnie Liceum Pedagogicznego im. Tadeusza Kościuszki. Wcześniej do 2002 r. działała pod nazwą Zespołu Szkół Budowlanych.
W szkole funkcjonuje Oddział Zamiejscowy Studiów Zaocznych Uniwersytetu Wrocławskiego i Powiatowe Centrum Doskonalenia Kadr.

## Baza lokalowa
Zespół Szkół Ponadgimnazjalnych nr 1 im. prof. Wacława Żenczykowskiego w Kłodzku zlokalizowany jest przy ul. Bohaterów Getta 6. Szkoła powstała w tym miejscu na działce o powierzchni 10 638 m². Najstarszymi budynkami są budynki: A i B, których budowę rozpoczęto w 1909 r. w stylu neobarokowym z przeznaczeniem na działalność opiekuńczą, wychowawczą, edukacyjną i religijną dla od 250 do 300 uczennic i sióstr Katolickiej Wyższej Szkoły dla Dziewcząt „Theresianum”. Grunty pod budowę szkoły należały wcześniej do Katolickiego Stowarzyszenia do Opieki nad Sierotami, prowadzonego przez parafię Wniebowzięcia Najświętszej Maryi Panny, która udostępniła je szkole nieodpłatnie.
Zakończenie budowy kompleksu, na który ponadto składały się kaplica, sala ćwiczeń, pensjonat, plac do zabaw, część ogrodu i zabudowania gospodarcze nastąpiło w 1910 r.
W latach 1970–1976 nauczyciele i uczniowie wznieśli budynek C, przeznaczony na warsztaty szkolne. Budynek ten składa się z podpiwniczenia, parteru i I piętra. Wzniesiony został w układzie konstrukcyjnym podłużnym, jako konstrukcja szkieletowa monolityczna z wypełnieniem w postaci ścian działowych z pustaków żużlobetonowych, gazobetonowych i cegły dziurawki. W chwili oddania do użytku znajdowały się w nim następujące pracownie zajęć praktycznych: stolarska, betoniarska, zbrojarska, malarska, tapeciarska, renowacji zabytków architektury, instalacji budowlanych i terenów zielonych. Aktualnie w budynku C znajdują się: biblioteka pedagogiczna, aula, pracownia informatyczna, jedna pracownia przedmiotów zawodowych, gabinety języków obcych, biologii, religii, języka polskiego, pokój nauczycielski, a w podpiwniczeniu siłownia i pracownie zajęć praktycznych.
W latach 1979–1983 miała miejsce kolejna budowa, prowadzona przez nauczycieli i uczniów. W tym czasie wybudowano salę gimnastyczną, kotłownię, dokonano modernizacji układów funkcjonalnych klas i pracowni oraz zagospodarowano posesję szkolną. Ostatnie istotne zmiany nastąpiły w latach 2003–2005, kiedy to wszystkie obiekty szkolne dostoswano do potrzeb osób niepełnosprawnych.
Obecnie Zespół Szkół Ponadgimnazjalnych posiada 30 dobrze wyposażonych pomieszczeń dydaktycznych dostępnych również dla uczniów niepełnosprawnych, dwie sale gimnastyczne, siłownię, dwa boiska wielofunkcyjne, trzy pracownie komputerowe, kilka wejść do sieci internetowej, skomputeryzowaną bibliotekę, internat żeński i męski, konwikt oraz ajencyjną stołówkę.

## Poczet dyrektorów
W ciągu kilkudziesięciu lat funkcję dyrektorów Zespołu Szkół Ponadgimnazjalnych nr 1 w Kłodzku i szkół, których ta była sukcesorem, pełnili:
- 15.01.1946 – 01.10.1949: Władysław Podoliński
- 30.09.1949 – 31.03.1960: Jakub Pięta
- 01.04.1960 – 31.08.1973: Jan Machowicz
- 01.09.1973 – 31.08.1975: Stanisław Śmiechowicz
- 01.09.1975 – 31.08.1983: Kazimierz Hilgert
- 01.09.1983 – 31.12.1990: Jan Tyrcz
- 01.01.1991 – 22.10.2004: Marian Fornalski
- 23.10.2004 – 31.12.2004: Bolesław Juźwin, p.o. dyrektora
- 01.01.2005 – 31.08.2014: Zbigniew Armata
- od 01.09.2014: Rafał Olecha

## Typy szkół i kierunki kształcenia
- zasadnicza szkoła zawodowa[11]
  - monter zabudowy i robót wykończeniowych w budownictwie
  - murarz-tynkarz
  - monter sieci, instalacji i urządzeń sanitarnych (hydraulik)
  - dekarz
- liceum ogólnokształcące
  - oddział integracyjny
  - klasa wojskowa
- technikum
  - technik budownictwa
  - technik architektury krajobrazu
  - technik logistyk
  - technik logistyk (klasa mundurowa)
  - technik ochrony środowiska
  - technik urządzeń i systemów energii odnawialnej
- liceum ogólnokształcące dla dorosłych (system zaoczny)
  - działa na podbudowie gimnazjum lub 8-letniej szkoły podstawowej

## Historia szkoły

### Theresianum
Szkoła powstała w 1909 r. jako katolicka szkoła średnia dla dziewcząt. Została tu przeniesiona z ul. Ząbkowickiej (ob. Łukasińskiego). Umieszczono ją w budynku dawnego sierocińca, który został rozbudowany i unowocześniony m.in. dobudowano internat dla zamiejscowych uczennic.
W 1914 r. Theresianum otrzymało status liceum, a w 1929 r. Oberlyceum. Była to nadal szkoła prywatna. W latach 1923–1928 dokonano rozbudowy liceum. W 1926 r. ministerstwo zezwoliło na oficjalne używanie nazwy Theresianum. Przy szkole istniał internat dla młodzieży spoza Kłodzka. Mimo zezwoleń na nauczanie zgodnie z programem szkół średnich, szkoła nie była dobrze widziana we władzach oświatowych. Ataki na Theresianum nasiliły się w okresie nazistowskim. Pod naciskiem funkcjonariuszy partyjnych część osób przeniosła swoje dzieci do innych szkół. Liczba uczennic zaczęła się drastycznie zmniejszać, a zakonnice w 1939 r. po raz drugi straciły prawo do prowadzenia szkoły. Na polecenie gestapo siostry musiały opuścić zajmowane budynki, które zostały zaadaptowane na biura gestapo, a ich willa, w której mieszkały przy szkole, na siedzibę powiatowego szefa NSDAP.

### Liceum Pedagogiczne im. Tadeusza Kościuszki
Tuż po zakończeniu II wojny światowej (1946 r.) w przejętych przez państwo budynkach urządzono Liceum Pedagogiczne im. Tadeusza Kościuszki. Utworzenie takiego typu szkoły spowodowane było brakiem kadr nauczycielskich w szkołach niższego typu w powiecie kłodzkim. w latach 60. XX w. wobec rozwoju szkolnictwa średniego i wyższego zdecydowano się na likwidacje liceów pedagogicznych na rzecz rozwoju szkolnictwa zawodowego.

### Zespół Szkół Budowlanych (ZSB)
Szkołę powołano do życia 1 września 1965 r. jako Szkołę Rzemiosł Budowlanych, tworząc przy istniejącym Liceum Pedagogicznym 2 klasy o profilu budowlanym. W kolejnym roku wstrzymano nabór do Liceum Pedagogicznego powiększając liczbę klas szkoły budowlanej do sześciu. W 1969 r. w wyniku reformy edukacji przekształcono istniejącą Szkołę Rzemiosł Budowlanych w Zasadniczą Szkołę Budowlaną (technikum budowlane, zasadnicza szkoła zawodowa), liczącą 20 oddziałów. W 1970 r. szkołę opuszczają ostatni absolwenci Liceum Pedagogicznego. W 1975 r. szkoła zmienia nazwę na Zespół Szkół Budowlanych. W roku szkolnym 1977/1978 wybrano na patrona szkoły prof. dr. hab. inż. Wacława Żenczykowskiego.
W 1990 r. do szkoły uczęszczało 593 uczniów.

### Zespół Szkół Ponadgimnazjalnych nr 1
W 1999 r. doszło do reformy systemu edukacji w Polsce, w wyniku którego powołano gimnazja oraz zreformowano szkolnictwo średnie, w efekcie czego przekształceniu uległo wiele szkół. W ramach Zespołu Szkół Budowlanych utworzono dodatkowo liceum profilowane i liceum ogólnokształcące, przekształcając w ten sposób ZSB w Zespół Szkół Ponadgimnazjalnych nr 1, zachowując jako patrona prof. Wacława Żenczykowskiego, co miało oficjalnie miejsce w 2002 r. W tym samym czasie uruchomiono w szkole zamiejscowy ośrodek dydaktyczny Uniwersytetu Wrocławskiego, Powiatowe Centrum Doskonalenia Kadr. Swoją siedzibę znalazła także Biblioteka Pedagogiczna.

## Osoby związane ze szkołą
- Waldemar Błaszczyk – aktor, uczeń szkoły
- Wojciech Brejter – sybirak, działacz opozycji
- Andrzej Cyman – burmistrz Nowej Rudy w latach 1994–1998
- Wojciech Mecwaldowski – aktor, uczeń szkoły
- Czesław Nosal – psycholog, uczeń szkoły
- Marcin Leopold Oleniuk – podpułkownik, nauczyciel w szkole
- Michał Piszko – burmistrz Kłodzka od 2014 r., uczeń szkoły
- Henryk Urbanowski – wieloletni nauczyciel i wicedyrektor szkoły; przewodniczący kłodzkiej rady miejskiej i wiceburmistrz miasta Kłodzka
- Robert Więckiewicz – aktor, uczeń szkoły